# 北村 (北海道)
北村（日语：／ Kita mura */?）是過去位於北海道空知支廳中部的一個村落；已於2006年3月26日與栗澤町同時併入岩見澤市。
為紀念最早期最主要的開墾者北村雄治，因此命名為「北村」。

## 歷史

### 沿革
- 1894年：來自山梨縣的北村雄治在此建立北村農場。[1]
- 1900年7月1日：從岩見澤村（現在的岩見澤市）分村。[2]
- 1919年4月1日：成為北海道二級村。
- 2006年3月27日：與栗澤町同時被併入岩見澤市。

## 交通

### 道路
| 主要地方道 - 北海道道6號岩見澤月形線 - 北海道道81號岩見澤石狩線 - 北海道道139號江別奈井江線 | 道道 - 北海道道275號峰延月形線 - 北海道道687號美唄達布岩見澤線 - 北海道道1121號月形幌向線 |

## 教育

### 中學校
- 北村立北村中學校

### 小學校
- 北村立北村小學校

## 姊妹市、友好都市

### 日本
- 若草町（山梨縣中巨摩郡）：由於北村早期的開墾者北村雄治來自若草町，兩地於2000年締結友好都市；若草町於2003年4月1日合併為南阿爾卑斯市。

## 外部連結
- （日語）北村商工會